# Günther Habermann
Günther Habermann (1950. február 23. –) német nemzetközi labdarúgó-játékvezető. Polgári foglalkozása mérnök.

## Pályafutása

### Nemzeti játékvezetés
1968-ban az NDK-ban tett játékvezetői vizsgát, 1975-től 1990-ig volt az NDK-Oberliga játékvezetője. A német egyesítést követően a Bundesliga bírói keretében kapott helyet. Az aktív nemzeti játékvezetéstől 1996-ban vonult vissza. Oberligában vezetett mérkőzéseinek száma: 117. - Bundesliga mérkőzéseinek száma: 51.

#### Nemzeti kupamérkőzések
Vezetett Kupa-döntők száma: 2.

##### A Junior Kupa
| Időpont         | Helyszín                    | Mérkőzés típusa | Mérkőzés                           | Eredmény | Nézők száma |
| --------------- | --------------------------- | --------------- | ---------------------------------- | -------- | ----------- |
| 1994. július 3. | Városi Stadion, Delmenhorst | döntő           | SV Werder Bremen–Borussia Dortmund | 2 : 3    | 3 500       |

##### Amatőr Kupa
| Időpont          | Helyszín          | Mérkőzés típusa        | Mérkőzés                  | Eredmény | Nézők száma |
| ---------------- | ----------------- | ---------------------- | ------------------------- | -------- | ----------- |
| 1996. június 15. | Donaustadion, Ulm | döntő/utolsó mérkőzése | SSV Ulm 1846–VfR Mannheim | 2 : 1    | 500         |

### Nemzetközi játékvezetés
A NDK Játékvezető Bizottsága (JB) terjesztette fel nemzetközi játékvezetőnek, a Nemzetközi Labdarúgó-szövetség (FIFA) 1985-től tartotta nyilván bírói keretében. Több nemzetek közötti válogatott és klubmérkőzést vezetett. A német nemzetközi játékvezetők rangsorában, a világbajnokság-Európa-bajnokság sorrendjében többedmagával a 28. helyet foglalja el 2 találkozó szolgálatával. Az aktív nemzetközi játékvezetéstől NSZK színeiben 1992-ben  búcsúzott.

#### Világbajnokság

##### U20-as labdarúgó-világbajnokság
Chile rendezte a 6., az 1987-es ifjúsági labdarúgó-világbajnokságot, ahol a FIFA JB bírói feladattal bízta meg.

###### 1987-es ifjúsági labdarúgó-világbajnokság
| Időpont           | Helyszín                     | Mérkőzés típusa              | Mérkőzés            | Eredmény | Nézők száma |
| ----------------- | ---------------------------- | ---------------------------- | ------------------- | -------- | ----------- |
| 1987. október 18. | Központi Stadion, Concepción | csoportmérkőzés (B. csoport) | Olaszország–Nigéria | 2 : 0    | 9 000       |

---
A világbajnoki döntőhöz vezető úton Olaszországba a XIV., az 1990-es labdarúgó-világbajnokságra a FIFA JB bíróként alkalmazta.

##### 1990-es labdarúgó-világbajnokság

###### Selejtező mérkőzés
| Időpont              | Helyszín                         | Mérkőzés típusa           | Mérkőzés               | Eredmény | Nézők száma |
| -------------------- | -------------------------------- | ------------------------- | ---------------------- | -------- | ----------- |
| 1988. szeptember 28. | Parc des Princes Stadion, Párizs | előselejtező (5. csoport) | Franciaország–Norvégia | 1 : 0    | 22 000      |

#### Európa-bajnokság
Az európai-labdarúgó torna döntőjéhez vezető úton Svédországba a IX., az 1992-es labdarúgó-Európa-bajnokságra az UEFA JB játékvezetőként foglalkoztatta.

##### 1992-es labdarúgó-Európa-bajnokság

###### Selejtező mérkőzés
| Időpont           | Helyszín                         | Mérkőzés típusa           | Mérkőzés                    | Eredmény | Nézők száma |
| ----------------- | -------------------------------- | ------------------------- | --------------------------- | -------- | ----------- |
| 1991. október 16. | Idrottsplats Stadion, Landskrona | előselejtező (4. csoport) | Feröer-szigetek–Jugoszlávia | 0 : 2    | 2 485       |